# Jatijajar (Bergas)
Jatijajar is een bestuurslaag in het regentschap Semarang van de provincie Midden-Java, Indonesië. Jatijajar telt 5000 inwoners (volkstelling 2010).